# 15 هـ
15 هـ هي سنة في التقويم الهجري امتدت مقابلةً في التقويم الميلادي بين سنتي 636 و637.

## أحداث
- 13 - 16 شعبان - معركة القادسية بين المسلمين بقيادة سعد بن أبي وقاص والفرس بقيادة رستم فرخزاد وبها انتهي عصر الساسانيون الفرس.
- معركة اليرموك بين المسلمين والإمبراطورية البيزنطية وكان المسلميين بقيادة خالد بن الوليد وأبو عبيدة بن الجراح وانتصر المسلميين وضمت بلاد الشام لأراضي الخلافة الراشدة
- العهدة العمرية

## مواليد
- عبيد بن غاضرة العنبري
- أم حكيم بنت عبد الرحمن
- سعيد بن المسيب
- سليمان بن بريدة
- عبد الله بن بريدة

## وفيات
- عمرو بن الطفيل بن عمرو الدوسي.[5][6]
- عمرو بن عثمان بن كعب.
- أروى بنت عبد المطلب.[7][8][9][10][11][12]
- الحارث بن هشام
- عامر بن أبي وقاص.
- رستم فرخزاد.
- بهمن جاذويه.